# Jessica Henwick
Jessica Yu Li Henwick (Surrey, 30 de agosto de 1992) é uma atriz britânica. Ela é a primeira atriz de ascendência da Ásia Oriental a desempenhar o papel principal em uma série de televisão britânica, tendo estrelado na série infantil Spirit Warriors. Ela também é conhecida por seus papéis como Nymeria Sand na série de televisão da HBO, Game of Thrones, a piloto Jess Testor no filme de 2015, Star Wars: Episode VII — The Force Awakens, e Colleen Wing no Universo Cinematográfico Marvel, fazendo sua estreia na série de televisão da Netflix, Iron Fist.

## Filmografia
| Ano       | Título                                     | Papel             | Notas                 |
| --------- | ------------------------------------------ | ----------------- | --------------------- |
| 2009-2010 | Spirit Warriors                            | Bo                | 10 episódios          |
| 2012      | The Thick of It                            | Charlotte         | 1 episódio            |
| 2014      | Balsa Wood                                 | Scotty            | Curta-metragem        |
| 2014      | Obsession: Dark Desires                    | Jane Jeong Trenka | 1 episódio            |
| 2014      | Silk                                       | Amy Lang          | 5 episódios           |
| 2014      | Lewis                                      | Chloe             | 2 episódios           |
| 2015      | Dragonfly                                  | Paula Reid        | Filme                 |
| 2015      | The Heart of the Forest                    | Akira             | Curta-metragem        |
| 2015-2016 | Dreamfall Chapters: The Longest Journey    | Enu / Hanna Roth  | Jogo eletrônico       |
| 2015-2017 | Game of Thrones                            | Nymeria Sand      | 8 episódios           |
| 2015      | Star Wars: Episode VII — The Force Awakens | Jessika Pava      | Filme                 |
| 2016      | The Headhunter                             | Aiko Koo          | Filme                 |
| 2017      | Fortitude                                  | Bianca            | 1 episódio            |
| 2017      | Rice on White                              | Elena             | Filme                 |
| 2017-2018 | Iron Fist                                  | Colleen Wing      | Protagonista Feminina |
| 2017      | Newness                                    | Joanne            | Filme                 |
| 2017      | The Defenders                              | Colleen Wing      | 6 episódios           |
| 2018      | Yo! My Saint                               | Muse              | Curta-metragem        |
| 2018      | Baliko                                     | Mara              | Curta-metragem        |
| 2018      | Luke Cage                                  | Colleen Wing      | 1 episódio            |
| 2020      | Underwater                                 | Emily             |                       |
| 2020      | Love and Monsters                          | Aimee             |                       |
| 2021      | The Matrix Resurrections                   | Bugs              | Filme                 |